# Region kościelny Apulia
Region kościelny Apulia – jeden z szesnastu regionów kościelnych, na które dzieli się Kościół katolicki we Włoszech. Obejmuje swym zasięgiem świecki region Apulia. 

## Podział
- Archidiecezja Bari-Bitonto
  - Archidiecezja Trani-Barletta-Bisceglie
  - Diecezja Altamura-Gravina-Acquaviva delle Fonti
  - Diecezja Andria
  - Diecezja Conversano-Monopoli
  - Diecezja Molfetta-Ruvo-Giovinazzo-Terlizzi

- Archidiecezja Foggia-Bovino
  - Archidiecezja Manfredonia-Vieste-S. Giovanni Rotondo
  - Diecezja Cerignola-Ascoli Satriano
  - Diecezja Lucera-Troia
  - Diecezja San Severo

- Archidiecezja Lecce
  - Archidiecezja Brindisi-Ostuni
  - Archidiecezja Otranto
  - Diecezja Nardò-Gallipoli
  - Diecezja Ugento-Santa Maria di Leuca

- Archidiecezja Taranto
  - Diecezja Castellaneta
  - Diecezja Oria

## Dane statystyczne
Powierzchnia w km²: 19.763

Liczba mieszkańców: 4.239.572

Liczba parafii: 1.069

Liczba księży diecezjalnych: 1.763

Liczba księży zakonnych: 752

Liczba diakonów stałych: 263

## Konferencja Episkopatu Apulii
- Przewodniczący: abp Donato Negro - arcybiskup Otranto
- Wiceprzewodniczący: abp Michele Seccia - arcybiskup Lecce
- Sekretarz generalny: bp Giuseppe Favale - biskup Conversano-Monopoli